# Kan (rzeka)
Kan (ros. Кан) – rzeka w Rosji (Kraj Krasnojarski), prawy dopływ Jeniseju.
Początek bierze u szczytu Eryk Arak Tajga w Sajanie Wschodnim. Większość biegu rzeki wzdłuż Gór Jenisejskich. Uchodzi do Jeniseju poniżej Krasnojarsku.
Długość: 629 km, powierzchnia dorzecza: 36 900 km². Najważniejszym jego dopływem jest Aguł. Główne miasta położone nad rzeką: Kańsk, Zielenogorsk.